# Tilde
| ~                          | ~                    |
| Diakritische Zeichen       | Diakritische Zeichen |
| Bezeichnung                | Zeichen              |
| -------------------------- | -------------------- |
| Akut, einfach              | ◌́                    |
| Akut, doppelt              | ◌̋                    |
| Breve, darüber             | ◌̆                    |
| Breve, darunter            | ◌̮                    |
| Cedille, darunter          | ◌̧                    |
| Cedille, darüber           | ◌̒                    |
| Gravis, einfach            | ◌̀                    |
| Gravis, doppelt            | ◌̏                    |
| Haken                      | ◌̉                    |
| Hatschek                   | ◌̌                    |
| Horn                       | ◌̛                    |
| Komma, darunter            | ◌̦                    |
| Koronis                    | ◌̓                    |
| Makron, darüber            | ◌̄                    |
| Makron, darunter           | ◌̱                    |
| Mittelpunkt                | ·                    |
| Ogonek                     | ◌̨                    |
| Punkt, darüber             | ◌̇                    |
| Punkt, darunter            | ◌̣                    |
| Querstrich                 | ◌̶                    |
| Ring, darüber              | ◌̊                    |
| Ring, darunter             | ◌̥                    |
| diakritischer Schrägstrich | ◌̷                    |
| Spiritus asper             | ◌̔                    |
| Spiritus lenis             | ◌̓                    |
| Tilde, darüber             | ◌̃                    |
| Tilde, darunter            | ◌̰                    |
| Trema, darüber             | ◌̈                    |
| Trema, darunter            | ◌̤                    |
| Zirkumflex                 | ◌̂                    |

Die Tilde (~) (spanisch tilde, portugiesisch til, von lateinisch titulus ‚Überschrift‘, ‚Überzeichen‘) ist ein Schriftzeichen in Form einer aus zwei gleich großen Buchten gebildeten waagerechten Wellenlinie. Das Zeichen dient als Satzzeichen, als diakritisches Zeichen sowie als Symbol in einigen Fachsprachen.
Zwei Tilden übereinander bilden das Ungefährzeichen (≈).

## Bedeutungen und Verwendung

### Als diakritisches Zeichen
Als diakritisches Zeichen dient die Tilde zur Kennzeichnung einer besonderen Aussprache oder Betonung eines Buchstabens. Sie ist eine kleine Wellenlinie, wobei der Bogen zuerst nach oben geht, dann nach unten. Im Internationalen Phonetischen Alphabet (IPA) gibt es folgende Tilden:
| Zeichen | Beschreibung                                             | Bedeutung                        | IPA-Nummer | Unicode-Nummer | Beispiel |
| ------- | -------------------------------------------------------- | -------------------------------- | ---------- | -------------- | -------- |
| ◌̃       | in Verbindung mit einem darunter befindlichen Lautsymbol | nasal                            | 424        | U+0303         | [ã], [ñ] |
| ◌̰       | einem Lautsymbol unterstellt (Tilde unten)               | Glottalisierung                  | 406        | U+0330         | [b̰], [a̰] |
| ◌̴       | das Lautsymbol bedeckend                                 | velarisiert oder pharyngalisiert | 428        | U+0334         | [⁠ɫ⁠]      |

Als obengestelltes Zeichen beschreibt sie nach IPA eine Nasalis, meist bei Vokalen. Im Mittellatein und Mittelhochdeutschen bezeichnet sie als ñ den Doppelbuchstaben „nn“. Auch die altgriechische Perispomene kann – unter anderem – als Tilde geschnitten werden. Heute kommt die Tilde unter anderem im Spanischen, im Portugiesischen, im Baskischen und im Estnischen vor (siehe Ñ). Als Tonzeichen über vietnamesischen Vokalen bezeichnet sie den unterbrochenen steigenden Ton.

### Als Schriftsymbol

#### Mathematische Operatoren und technische Zeichen
Als eigenständiges Zeichen wird die Tilde in der Mathematik und der Physik verwendet:
- Als Akzentzeichen wird das Symbol auf zwei verschiedene Arten genutzt. Hier wird das Zeichen auch als „Schlange“ gelesen (Beispiel: {\displaystyle {\tilde {x}}} wird als x-Schlange oder x-Tilde ausgesprochen):
  - die Benennung von Variablen (ähnlich wie andere Sonderzeichen wie das Dach ^), insbesondere wenn sich die Variable auf eine transformierte (oder ähnlichen Vorgängen unterworfenen) Größe bezieht. Beispiel: {\displaystyle {\tilde {x}}=f(x)}
  - die Kennzeichnung für Näherungswerte: {\displaystyle {\tilde {x}}} ist dabei ein Näherungswert, ein gerundeter Wert oder eine Abschätzung für {\displaystyle x}.

- als Zeichen für proportional[6] (beispielsweise ist bei einer Bewegung mit konstanter Geschwindigkeit der Weg {\displaystyle s} proportional zur Zeit {\displaystyle t}, in Zeichen: {\displaystyle s\sim t})
- in der elementaren Geometrie für ähnlich ({\displaystyle ABC\sim ADE\Rightarrow \angle BAC=\angle DAE} – ähnliche Dreiecke haben gleiche Winkel)
- in der Statistik für hat eine Zufallsverteilung wie[7] ({\displaystyle X\sim {\mathcal {N}}(\mu =5,\sigma =2)} – X folgt einer Normalverteilung mit Erwartungswert 5 und Standardabweichung 2)
- zwei übereinanderliegende Tilden ({\displaystyle \approx }) als Zeichen für ist ungefähr gleich,[6] beziehungsweise als das Rundungszeichen (zum Beispiel ist {\displaystyle \pi \approx 3{,}14}). Daneben gibt es noch etliche weitere Abwandlungen des Gleichheitszeichens (≂,≃,≄,≅,≆,≇,≉,≊,≋) und Vergleichszeichen (≲,≴,⋦,≳,≵,⋧,≾,⋨,≿,⋩ u. a.) in entsprechender Bedeutung.
- die senkrechte Tilde {\displaystyle \wr } bezeichnet das Kranzprodukt
- in der Elektrotechnik: die Tilde, auch zweifach übereinander, für Wechselstrom oder Wechselspannung (auch: „1~“); vor oder nach der Zahl „3“ für Drehstrom (etwa „3~“). In neueren Anlagen wird das große Phi (Φ) analog verwendet.
- in der Logik ist die Tilde eines der Zeichen für die Negation.
- in der Mathematik dient die Tilde auch der Bezeichnung von Äquivalenzrelationen.

Computerbezogene Verwendungen:
- In einigen Programmiersprachen, wie ML, steht die Tilde für das unäre Minus.
- In der Programmiersprache C und davon abgeleiteten Sprachen (beispielsweise Java) repräsentiert die Tilde das Einerkomplement bzw. den unären NOT-Operator, der jedes Bit invertiert.

#### Als Abkürzungssymbol
Zur Abkürzung als Auslassungszeichen oder Ersatzsymbol:
- In Wörterbüchern, Lexika oder Indizes wird die Tilde als (kurzer) Ersatz für das gelistete Stichwort verwendet. z. B. der Tanz, des ~es, die Tänze. Ein kleines Ringerl über der Tilde modifiziert oder spezifiziert die Groß-/Kleinschreibung.
- In Anlehnung an die mathematische Doppeltilde ≈ „ungefähr gleich“ als Ersatz für circa.[8]

- Als genealogisches Zeichen steht die Tilde für „getauft“

Computerbezogene Verwendungen:
- In fast allen Unix-Shells (z. B. Bash, csh, tcsh, zsh, ksh) und Desktop-Umgebungen wie KDE und Gnome kann mittels ~ ein Benutzerverzeichnis adressiert werden; so steht

- ein alleinstehendes ~ für das Benutzerverzeichnis des aktuell benutzten Benutzerkontos („mein Benutzerverzeichnis“) und entspricht der Umgebungsvariable $HOME

(Beispiel: Ist der eigene Benutzername gisela, so steht ~ für das Verzeichnis /home/gisela – üblicherweise ist /home das Verzeichnis, das die Benutzerverzeichnisse enthält);
- ein mit einem Benutzernamen kombiniertes (etwa ~konrad) für das Benutzerverzeichnis des angegebenen Benutzerkontos (hier „Benutzerverzeichnis des Kontos konrad“), wie in der Datei /etc/passwd eingetragen

(Beispiel: Wird ~konrad angegeben, steht es i. d. R. für das Verzeichnis /home/konrad).
Entsprechend kopiert der Befehl cp entwurf.txt ~ die Datei entwurf.txt ins eigene Benutzerverzeichnis und der Befehl cp entwurf.txt ~konrad die Datei ins Benutzerverzeichnis von konrad (Berechtigung vorausgesetzt).
- Bei einem entsprechend konfigurierten Webserver entspricht die Eingabe der URL http://www.example.com/~gisela/ in einem Webbrowser dem Verzeichnis /home/gisela/public_html auf jenem Server; er zeigt dann – je nach Konfiguration – eine darin befindliche Indexseite oder den Verzeichnisinhalt selbst bzw. einen Zugriffsverweigerungshinweis an.
- Im UML-Klassendiagramm wird die Sichtbarkeit von Operationen und Attributen innerhalb von Paketen mit der Tilde dargestellt.
- Bei einem FAT32-Dateisystem (ab Windows 95b) werden zur Abwärtskompatibilität Dateinamen, die nicht dem 8.3-Format entsprechen, mit Tilden verkürzt in den FAT eingetragen und der volle Dateiname zusätzlich gespeichert

(Beispiel: Die unter Windows 98 erstellte Datei Rechnung1998060316.doc wird unter MS-DOS etwa als Rechnu~1.doc dargestellt – teils zeigen auch aktuelle Medienabspielgeräte nur die 8.3-Namen an).

#### Als Deskriptorsymbol
Computerbezogene Verwendungen:
- In der Skriptsprache Perl wird die Tilde in einem Operator zur Einleitung eines Regulären Ausdruckes verwendet.
- Die Tilde wird als Kennzeichnung des Destruktors in C++ verwendet. Der Destruktor wird wie eine normale Methode mit dem Namen Tilde+Klassennamen definiert.
- In der Skriptsprache ooRexx dient die Tilde als Nachrichtenoperator.
- in TeX und LaTeX: ein nicht-umbrechendes Leerzeichen (siehe unten).
- Unter Unix und Unix-Derivaten wie z. B. Linux zeichnet eine Tilde am Namensende des Dateinamens einer Datei diese Datei als Backup-Datei aus. Betreffende Dateien werden vom System in der Regel ausgeblendet.

### Als Satzzeichen
Die Tilde wird gelegentlich fälschlich für das im Japanischen und in anderen ostasiatischen Sprachen ähnliche Symbol 〜 (U+301C) namens Nami dash (波ダッシュ, Nami dasshu, dt. „Wellen-Geviertstrich“) verwendet. Dieses Zeichen ersetzt den in lateinischen Schriftsystemen üblichen Geviertstrich (u. a. Gedankenstrich im Englischen) bzw. den Halbgeviertstrich (z. B. für Bis- oder Gedankenstrich im Deutschen). Es wird aber auch als spaßige Variante des Chōon verwendet, d. h., um einen humorvollen, singsangartigen Tonfall anzuzeigen.

### Als eigenständiger Buchstabe
Das Afrikanische Referenzalphabet (eine 1982 konzipierte Erweiterung des lateinischen Alphabets für afrikanische Sprachen) enthält eine linearised tilde als 32. seiner 60 Buchstaben, alphabetisch vor dem „n“ eingeordnet. Sie kennzeichnet einen vorangehenden Buchstaben als nasal. Durch die Gestaltung als vollwertiger Buchstabe (der auch wie andere Kleinbuchstaben die volle x-Höhe einnimmt) wurde einem der Konstruktionsprinzipien des Alphabets, nämlich keine Diakritika verwenden zu müssen, Rechnung getragen. Da das Alphabet unikameral ist (also keine Großbuchstaben kennt), ist keine Versalform angegeben. Der Buchstabe ist in keine aktuelle Orthografie übernommen und ist auch nicht in Unicode enthalten (Stand 2024, Unicode Version 16).

## Darstellung auf dem Computer

### Zeichensätze

#### Diakritische Zeichen
In den Zeichensätzen der ISO-8859-Familie kommen ausgewählte Zeichen mit Tilde vor; ISO 8859-1 enthält Ãã,Ññ,Õõ.
Unicode enthält
- weitere fertig zusammengesetzte Zeichen mit Tilde, sowohl in der Codepage Latin1 und deren Erweiterungen wie auch den zahlreichen sprachspezifischen Gruppen nach Bedarf,
- eine Glyphe für eine verkleinerte Tilde auf U+02DC im Unicode-Block Spacing Modifier Letters (U+02B0 bis U+02FF)[10]

und kann beliebige Zeichen mit Tilde durch Nachstellen einer kombinierenden Tilde (die drei IPA-Zeichen sowie einige weitere) darstellen. Sie befinden sich im Unicodeblock Kombinierende diakritische Zeichen (0300–036F).

#### Satzzeichen und andere Zeichen
Im Zeichensatz ASCII kommt das Zeichen «~» vor, es steht auf Codenummer 126, Unicode U+007E.
Unter Windows wird sie bei einem deutschsprachigen Tastaturlayout durch die Kombination der Tasten Alt Gr und + (Schweiz: ^) geschrieben. Unter Mac OS erzeugt man dieses Zeichen durch die Tastenkombination Alt+N und unter Linux durch Alt Gr++; wird anschließend die Leertaste gedrückt, wird eine einzelne Tilde erzeugt, das anschließende Tippen eines Buchstabens (z. B. n) ergibt den Buchstaben mit Tilde (ñ).
Weitere Tildenzeichen:
- Der Unicodeblock Mathematische Operatoren enthält U+223C tilde operator[15] (als HTML-Entity &#8764;), der in Größe und Stil in der Regel zu anderen mathematischen Zeichen wie dem Plus- und Minuszeichen im gleichen Schriftfont passt.

### TeX und LaTeX
TeX und LaTeX können beliebige Zeichen mit Tilde darstellen. Es gibt dazu zwei verschiedene Befehle
- im Textmodus für den Textsatz erzeugt \~a ein ã
- im mathematischen Modus für den Formelsatz erzeugt \tilde{a} die Formel {\displaystyle {\tilde {a}}}

Für das ASCII-Zeichen ~ (kleine Tilde, hochgestellt) empfiehlt sich mit LaTeX2e der Befehl \textasciitilde – in plain TeX und LaTeX2.09 muss es mit \~{} umschrieben werden. Die große Tilde ~ wird hingegen mit \sim (im mathematischen Modus) kodiert.
Das Tilde-Zeichen selbst ist auch ein Befehl in LaTeX: Es erzeugt ein geschütztes Leerzeichen.

### Eingabe
Mit der deutschen Standard-Tastaturbelegung T2 wird das Zeichen als Alt Gr+i eingegeben. Diese Kombination wirkt als Tottaste, d. h., ist vor dem Grundbuchstaben einzugeben.
Mit der deutschen Schweizer Standard-Tastaturbelegung wird das Zeichen als Alt Gr+` eingegeben. Um diese Aktion zu bestätigen, muss noch ein Leerschlag (resp. space) betätigt werden.
Mit der deutschen Standard-Tastaturbelegung unter macOS wird das Zeichen mit option+n eingegeben. Um diese Aktion zu bestätigen, muss noch ein Leerschlag (resp. space) betätigt werden.
Windows- und Linux-Konsole-Eingabe bringt die Tilde mit alt+126.
Unter Linux Mint mit Cinnamon-Benutzeroberfläche kann die Tilde als Tottaste mit der Tastaturbelegung „Deutsch (Tilde-Akzentzeichen)“ genutzt werden. Bei der default-Belegung gibt es die Tilde nicht als Tottaste, sondern nur als direktes Zeichen.